# 제너럴 라디오
제너럴 라디오 컴퍼니(영어: General Radio Company, 약칭 GenRad)는 1915년부터 2001년까지 미국의 매사추세츠에서 전자 테스트 장비를 광범위하게 제조하던 기업이다. 20세기 중반에는 휴렛 팩커드와 텍트로닉스의 주요 경쟁사였다.

## 역사
1915년 6월 14일, 멜빌 이스텀과 소수의 투자자들이 매사추세츠 공과대학교에서 북서쪽으로 몇 블록 떨어진 매사추세츠주 케임브리지에 General Radio Company를 설립했다. 1950년대에 이 회사는 웨스트 콩코드로 이전하여 조립된 인쇄 회로 기판용 테스터 라인을 제조하는 자동 시험 장비 (ATE) 사업의 주요 기업이 되었다. 또한 전기 부품 측정 장비, 소리 및 진동 측정 장비, RLC 표준 등 광범위한 제품 라인을 생산했다. 1975년, 회사 이름은 GenRad로 변경되었다.
1991년, 스타트업 QuadTech는 GenRad의 계측 사업부 및 정밀 제품 라인의 분사 회사로 설립되었으며, "GenRad" 및 "General Radio" 이름 사용권을 획득했다. 2000년, IET Labs는 QuadTech로부터 GenRad RLC 표준, 임피던스 디케이드, 메그옴 미터, 디지브리지, 오디오 라인, 스트로보스코프 라인을 인수했다. 그리고 2005년 IET Labs는 디지브리지 및 메그옴 미터 라인을 매입했으며, 이들은 계속해서 웨스트 록스베리에서 제조되고 있다. 2001년, 테라다인은 GenRad 보드 테스트 시스템 라인을 인수하여 테라다인의 매사추세츠주 노스 리딩 본사 캠퍼스로 이전했다.
General Radio의 수년간의 업적은 다음과 같다.
- 세계 최초의 휴대용 오실로스코프 중 하나를 출시.
- 유도계수, 저항, 용량에 대한 많은 고정밀 표준 생산.
- Strobotac이라는 이름으로 스트로보스코프 생산.
- 소음계 생산.
- 1934년부터 2001년까지 General Radio의 미국 상표였던 배리어블 단권 변압기인 Variac.
- "파이브웨이" 결박 단자 커넥터 발명.
- GR 커넥터 발명.

## 사진
제너럴 라디오 컴퍼니의 제품
- Type 411, Syncro-Clock - 동기 모터 정밀 시계
- Type 546-0, Audio-Frequency Microvolter
- Type 716-C, Capacitance Bridge
- Type 805-C, Signal Generator
- Type 1540 Strobolume, 전문가용 스트로보스코프

## 더 읽어보기
- Van Veen, Frederick ( 4 December 2006). 《The General Radio Story》 (PDF). ISBN 978-0615176659. OCLC 861769096. OL 30537237M. 23 December 2021에 원본 문서 (PDF)에서 보존된 문서.  7 March 2023에 확인함 – IET Labs, Inc. 경유.
- Thiessen, Arthur E. (1965). 《A History of the General Radio Company》 (PDF). 웨스트 콩코드, 매사추세츠주: General Radio Company. ASIN B0006CAQII. LCCN 73151278. OCLC 662352. OL 5449340M.  7 May 2022에 원본 문서 (PDF)에서 보존된 문서.  7 March 2023에 확인함 – IET Labs, Inc. 경유.